# 多夫施泰滕
多夫施泰滕是奥地利下奥地利州梅尔克县的一个市镇。总面积33.09平方公里，总人口578人，人口密度18.1人/平方公里（2014年）。